# Psihologia familiei
Psihologia familiei este un domeniu al psihologiei care a  apărut și care devine de-a lungul timpului de o importantă deosebită. Că definiție psihologia familiei poate fi un domeniu ce se ocupă cu studiul teoretic și aplicativ al mecanismelor psihologice ale constituirii, menținerii și disoluției familiei, precum și al proceselor și fenomenelor ce au loc în cadrul unei familii. Pentru a înțelege mai bine psihologia familiei, este nevoie să definim ce este 
psihosexologia. Așadar, psihosexologia este un domeniu constituit din elemente ce fac parte din psihologie ce se întrepătrund cu elemente din medicină. Este un domeniu ce studiază particularitățile comportamentale ale celor două sexe în stabilirea, funcționarea și dezvoltarea relațiilor interpersonale erotico-sexuale, interactive și de intercunoastere. În tratatul sau de psihosexologie, Constantin Enechescu consideră că obiectul psihosexologiei este instinctul sexual și comportamentele legate de el. Atât psihologia familiei cât și sexologia, folosesc concepte din mai multe ramuri ale psihologiei cum ar fi: psihologie generală, psihologie socială, psihologia vârstelor, psihanaliză, psihoterapia și consilierea psihologică, neuropsihologia, medicină, antropologia și dreptul.

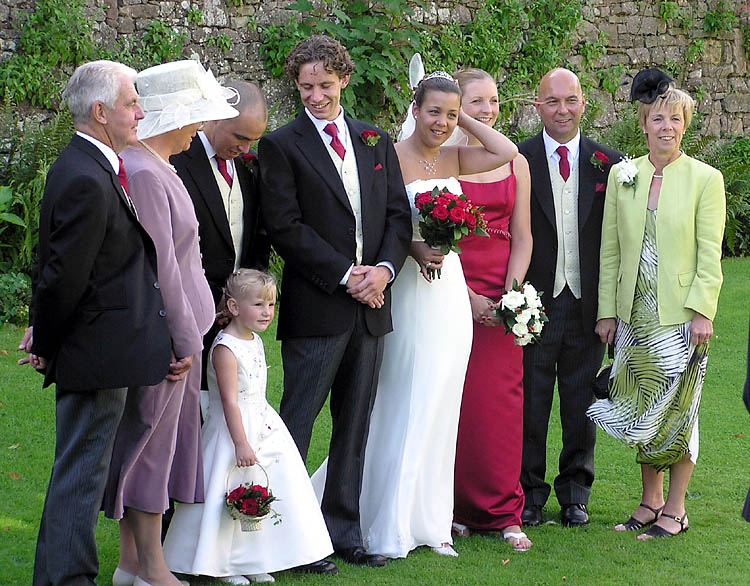
Căsătorie

Pentru a înțelege mai bine domeniul psihologiei familiei trebuie să înțelegem mai întâi ce este acela un cuplu, o căsătorie și o familie. Printr-un cuplu înțelegem din punct de vedere psihologic o structura bipolară de tip biopsihosocial, bazat pe interdeterminism mutual(partenerii se satisfac, se stimulează, se dezvoltă și se realizează că individualități biologice, afective și sociale, unul prin intermediul celuilalt.
Căsătoria este un proces interpersonal al devenirii și maturizării noastre că personalități, un proces de conștientizare, redirecționare și fructificare a tendințelor, pulsiunilor și al finităților inconștiente de autocunoaștere prin intercunoastere. Prin familie înțelegem o formă de comunitate umană alcătuită din doi sau mai mulți indivizi uniți prin legături de căsătorie și/sau partenere realizând, mai mult sau mai puțin, latura biologică și sau cea psihosocială.

## Caracterizarea familiei

### Familia ca sistem
Sistemul în general este un ansamblu de elemente aflate într-o ordine nonintamplatoare care funcționează pe baza unor reguli și dispune de echilibru. Prin sistem înțelegem nu numai o suma a părților lui ci și relațiile dintre acestea. Raportat la familie această este văzută că o suma a membriilor ei componenți și interacțiunea dintre aceștia, această realizându-se după anumite reguli, având anumite funcții și existând permanent tendința menținerii unui echilibru în interiorul acestuia. Că și sistemele în general, familile pot fi închise(nu relaționează aproape deloc cu mediul înconjurător)sau deschise(relaționează cu mediul înconjurător). Familiile închise funcționează după regulile și principiile proprii, fiind foarte rezistente la schimbare, exemple sunt familiile care au foarte puțini prieteni, care nu sunt vizitate de rude, vecini, prieteni, își educa copii doar după propriile principii și sunt reticențe la idei sau modalități noi de funcționare. Familiile deschise sunt acele familii ce au multe relații de prietenie, care își fac vizite reciproce, și sunt deschiși pentru modificarea regulilor și concepțiilor după modelul altor familii. Pentru a-și menține stabilitatea și echilibru dinamic, familia folosește mecanisme de feedback acestea fiind pozitive sau negative. Raportat la familie, feedback-ul pozitiv este reprezentat de acțiuni întreprinse, de exemplu atunci când în funcție de reacțiile copilului ce merge la grădiniță sau la școală, părinții își organizează stilul de viață(programul zilei de lucru, timpul liber, timpul dedicat lecțiilor sau activități extrașcolare etc.). Feedback-ul negativ reprezintă mecanisme cum sunt pedepsirea, învinovățirea, umilirea, ceartă, bătaia, folosite pentru corectarea comportamentelor greșite ale membriilor familiei.

### Structura familiei
În concepția psihiatrului argentinian Salvador Minuchin, structura familială este un set invizibil de cerințe funcționale ce organizează modurile în care membrii familiei interacționează. Pentru menținerea integrității și menținerea funcționalității unei familii este nevoie că structura acesteia să fie flexibilă, să reziste la schimbare până la un anumit punct dar în același timp să se adapteze atunci când circumstanțele o cer. Acest lucru se poate realiza prin intermediul subsistemelor familiale, acestea fiind fie indivizi singuri, fie diade(exemplu mama-copil, soț-soție) cele mai importante subsisteme familiale sunt: subsistemul adulților, subsistemul paternal și subsistemul fratriilor.
Subsistemul adulților numit și marital sau al soților, acesta include cei doi soți. Acest sistem are rolul principal de a modela intimitatea și angajamentul. Pentru această este nevoie de abilități cum sunt complementaritatea și acomodarea reciprocă, cu alte cuvinte această însemnând, ambii soți simt că pot fi independenți dar în același timp și că sunt împreună. Acest subsistem poate stimula învățarea, creativitatea și creșterea ducând astfel la acomodarea reciprocă, mai precis la susținerea aspectelor pozitive ale partenerului și la actualizarea aspectelor creative ale acestora, aspecte inactive până atunci. Subsistemul marital are nevoie de protecție față de cerințele și nevoile altor sisteme cum ar fi de exemplu situația cuplurilor cu copii pentru a-și oferi unul altuia suport emoțional. Pot apărea dificultăți de relaționare între soți de exemplu, atunci când unul dintre aceștia insistă în urmărirea propriilor scopuri, lăsând în urmă scopurile diadei că întreg.
Subsistemul paternal se formează atunci când se naște primul copil și cuprinde părinții dar și membrii familiei extinse(de exemplu bunica). Responsabilitatea acestui subsistem este mare și constă în a crește copii a-i ghida, a stabili limite și a-i disciplină. Acum apar dificultăți, pentru că adultul este în același timp partener pentru celălalt membru al diadei maritale, dar și părinte pentru copil însă nu întotdeauna aceste două tipuri de funcții sunt eficient îmbinate. Dificultatiile apărute în subsistem, duc la destabilizarea cuplului marital prin atragerea unui copil în interiorul acestuia sau la izolarea copilului de către cuplul marital. Acțiunile exterioare asupra copilului sau modificările în evoluția acestuia duc la efecte și asupra subsistemului paternal chiar și asupra celui marital.
Subsistemul fratriilor este format din copiii din familie oferindu-le acestora primul grup social în care cu toții sunt egali. Sistemul fratriilor învață copiii să negocieze, să coopereze, să cunoască competiția și submisivtatea, suportul reciproc și atașamentul față de prieteni. Copiii preiau astfel diferite roluri și poziții în familie, fiindu-le necesare în evoluția lor ulterioară în viață.

#### Funcțiile familiei
Familia are un rol important în societate, îndeplinind mai multe funcții. Principalele funcții ale familiei sunt: economică, de socializare, de solidaritate și sexual-reproductivă.
• Funcția economică joacă un rol important prin asigurarea resurselor materiale, financiare, necesare existenței familiei. O dată îndeplinită corespunzător, funcția economică da libertatea familiei de a se concentra și a îndeplini și celelalte funcții. Această funcție este realizată de cei doi soți prin aducerea veniturilor în urmă exercitării unor profesii, prin procurarea și producerea hranei, a obiectelor de îmbrăcăminte prin transmiterea profesiei și/sau susținerea copiilor în alegerea profesiei.
• Funcția de socializare este tradusă că fiind funcția de educare în scopul asimilării de către copii, dar și de ceilalți membri ai familiei, a atitudinilor, valorilor, principiilor, modelelor de comportament caracteristice unui anumit grup social. Rolul funcției de socializare este de a integra în societate persoană(copilul), prin educația făcută la toate nivelele cum ar fi: material, fizic, psihologic, moral și spiritual. Această funcție are grade diferite de manifestare, de la o familie la altă în funcție de preocuparea într-o mare sau mai mică măsură privind educarea membrilor săi.
• Funcția de solidaritate constă în asigurarea unității și stabilității familiei, implicând manifestarea sentimentelor de afecțiune, de respect, de apartenența la grupul familial, a încrederii membrilor unii în alții, a dezvoltării intimității, a ajutorării și susținerii reciproce de-a lungul timpului. Această funcție are un grad din ce în ce mai slab de manifestare în zilele noastre, fapt dovedit prin creșterea ratei divorțurilor, a înmulțirii relațiilor de concubinaj a celibatarilor și a familiilor monoparentale.
• Funcția sexual-reproductivă are în vedere satisfacerea sexuală reciprocă a celor doi soți și a ducerea pe lume a copiilor. Cele două componente ale acestei funcții sunt tratate diferit în funcție de familie punându-se accentul fie pe împlinirea sexuală în unele familii, în timp ce în alte familii se acordă o importantă deosebită aducerii pe lume a copiilor. Realizarea acestei funcții depinde și de factori cum ar fi gradul de cultură  avut de cei doi parteneri, gradul și tipul de educație primit, influențele religioase, dorința și caracteristicile fizice și psihologice ale celor doi soți. S-a constatat că în zilele noastre, în societățile mai avansate economic, cuplurile și familiile tind să pună accent din ce în ce mai mult pe împlinirea afectiv-sexuală în detrimentul celei reproductive.

#### Tipurile de familii
diadă nucleară 
familia cu un singur părinte

#### Criterii
Cele mai importante criterii pentru identificarea și înțelegerea tipurilor de familii sunt: criteriul numărului de parteneri, criteriul numărului de părinți, criteriul numărului de copii, criteriul orientării sexuale ale celor doi parteneri și criteriul apartenenței culturale a partenerilor.

##### Criteriul numărului de parteneri
Criteriul numărului de parteneri care formează familia aduc în discuție familiile poligame și monogame.
Familiile poligame sunt de două tipuri: familii poliandrice și familii poliginice. Familiile poliandrice sunt acele familii unde femeia are dreptul să se căsătorească cu mai mulți bărbați sau unde există mai mulți parteneri bărbați. Familiile poliginice sunt cele unde există mai multe partenere femei, bărbații având dreptul de a alege mai multe soții. Caracteristic acestor familii poligame este numărul de copii mare.
Poligamia este întâlnită la unele popoare ce promovează după caz sexul masculin sau feminin pentru a proteja societatea. Familiile monogame sunt acele familii în care bărbatul și femeia au dreptul să se căsătorească doar cu un singur partener.
Monogamia poate fi serială, adică în cazul decesului partenerului sau al divorțului, partenerul rămas se poate recăsători, sau poate fi monogamie strictă, atunci când partenerul nu mai are dreptul de a se recăsători. Societatea are un rol important în ceea ce privește stabilirea dreptului de căsătorie cu unul sau mai mulți parteneri, astfel societatea românească promovează monogamia serială. Tot în cadrul monogamiei, distingem alte trei tipuri de familii: familii nucleare,  familii extinse și familii de origine.
Familiile nucleare sunt formate din cei doi soți și copiii lor necăsătoriți. Acest tip de familie este cel mai întâlnit și mai dorit în toate societățile pentru că există un grad mai mare de intimitate, de satisfacere a nevoilor sexual-afective, de siguranță și stabilitate și unde relațiile democrate și stabilirea propriilor reguli de funcționare familială sunt realizate mai ușor.
Familiile extinse sunt formate din mai mulți membrii ai familiei ce locuiesc în același spațiu și care reprezintă două sau trei generații:frați, părinți, bunici, copii și nepoți. Acest tip de familie este format în cele mai multe cazuri din două familii nucleare, de exemplu doi soți cu unul sau doi copii care locuiesc împreună cu părinții unuia dintre soți sau doar cu un părinte sau un alt exemplu poate fi o familie nucleară care locuiește cu o sora sau un frate căsătorit sau nu, cu sau fără copii. Familia extinsă se întâlnește cel mai mult în societățiile tradiționale caracterizate prin conservatorism, al regulilor și tradițiilor familiale. Acest tip de familie impune reguli de organizare și funcționare stricte, astfel familia cea mai în vârstă va fi cea care stabilește aceste reguli, iar cel mai în vârstă bărbat va fi considerat capul familiei, luând deciziile importante în famili.
Dezavantajele familiei extinse
Datorită celor relatate mai sus, a conservatorismului, tânărul cuplu ajunge de multe ori să între în conflict cu cuplul paternal cu care conviețuiește ducând astfel la scăderea intimității și satisfacerii maritale. Uneori se poate ajunge chiar la disoluția cuplului nou constituit, datorită neînțelegerilor apărute în relația cu părinții uneori această fiind prea rigidă privind păstrarea vechiilor obiceiuri. În alte cazuri se poate ajunge la disoluția cuplului parental datorită perturbării relațiilor existente și producerea de tensiuni, conflicte provenite din partea cuplului tânăr, alte ori relațiile dintre familiile nucleare se deteriorează după apariția copiilor(nepotiilor), deoarece bunicii preiau un rol conducător al familiei având tendința de a deveni părinți atât pentru nepoți cât și pentru părinții acestora, ducând astfel la neclarități și confuzii de rol atât pentru părinți cât și pentru copii, aceștia ne mai știind pe cine și când să mai asculte.
Avantajele familiei extinse
Familia extinsă prezintă și avantaje semnificative. Astfel, fiind mai mulți membrii în familie, există o mai mare varietate de modele de comportament ce pot fi adoptate de copii. De asemenea, o familie extinsă, poate asigura sentimente mai trainice de apartenența și siguranță, contribuind la o dezvoltare psihică bună a copiilor. Mai multe persoane într-o familie permit un mai bun atașament al copiilor, fapt deosebit de important în dezvoltarea lor emoțională, având un nivel crescut de încredere în sine și abilități de relaționare cu ceilalți. Familiile extinse, având un număr mai mare de membri, pot face mai ușor față la sarcinile gospodărești,dar și la crizele familiale apărute. Avantajele se măresc cu atât mai mult cu cât fiecare membru al familiei își cunoaște și duce la bun sfârșit rolul pe care îl are și respectă nevoile și relațiile celorlalți, mai ales intimitatea.
Familia de origine este un alt tip de familie fiind reprezentată de familia în care s-a născut persoană, adică părinții și frații acesteia.

##### Criteriul numărului de părinți
Criteriul numărului de părinți care formează familia prezintă două tipuri de familii, biparentale și monoparentale.
Familiile biparentale sunt cele în care există ambii părinți, acestea fiind formate din părinții naturali ai copilului/copiilor sau din familii mixte sau reconstituite, în cazul în care părinții au mai fost căsătoriți și au divorțat, sau și-au pierdut partenerul. Aceste familii mixte, pot conține proprii copii în nouă căsătorie, dar pot avea și copii comuni ai partenerilor.
Dificultăți în formarea unei familii mixte sau reconstituite
Pentru a fi o familie, în adevăratul sens al cuvântului, familile reconstituite trebuie să depășească o serie de dificultăți. Astfel neacceptarea părintelui vitreg de către copil, din simplul motiv că îl percepe că un înlocuitor al celui natural, duce la apariția sentimentelor de respingere, furie, ura și gelozie. Aceste sentimente pot să diminueze în timp, dar această depinde de contribuția și atitudinile sau greșelile de comportament ale părințiilor. Unele din greșelile părințiilor sunt: devalorizarea părintelui vitreg în față copiilor, retragerea dreptului de a educa sau a admonesta copilul, tehnicile educative dure sau pur și simplu diferite pe care părintele vitreg le folosește și altele. O altă situație în care familia reconstituită poate întâmpina dificultăți este aceea în care copilul consideră că părintele sau natural îi acordă mai puțină atenție și iubire după recăsătorire, acesta neexplicand copilului diferența dintre iubirea parentală și cea conjugală. Uneori, problema dificilă apare pentru părintele vitreg; datorită faptului că nu poate acceptă copilul partenerului de viață. Acesta nu își poate manifestă afecțiunea pentru copilul partenerului, mai ales când acesta îl respinge sau chiar se revoltă și lupta împotriva să. În aceste situații este nevoie de calm și de ajustarea comportamentului părintelui în cauza, astfel încât să poată să facă față problemei. O dificultate în constituirea unei familii reconstituite o prezintă și conflictele fraterne dintre copii celor doi parteneri și/sau copii proveniți din căsniciile lor anterioare. Astfel, copii din căsătoriile anterioare pot prezența sentimente de inferioritate, se pot simți mai puțin iubiți și doriți decât noul copil al cuplului.
Familiile monoparentale sunt acele familii în care unul dintre părinți lipsește, copii fiind crescuți doar de un singur părinte. Lipsa unui părinte se poate datora fie decesului acestuia, fie divorțului sau a faptului că o persoană devine părinte unic, prin conceperea unui copil prin fertilizare în vitro, adopția unui copil sau atunci când celălalt partener nu ia parte la creșterea copilului. Cele mai multe familii monoparentale sunt cele ce provin din divorțul părinților sau decesul unui partener și, sunt formate cel mai adesea din mama și copil(sau copii).
Dezavantajele familiei monoparentale
O familie monoparentală prezintă dezavantajul că părintele în cauza întâmpina multe dificultăți în îndeplinirea rolului sau de a se realiza financiar și implicit de a reuși să asigure comfortul și educația necesară copilului sau. În cazul în care părinții singuri nu pot face față dificultăților apărute, ei apelează la persoane din familia extinsă cum ar fi bunici, alte rude, bone, etc. Există o diferența în ceea ce privește constituirea familiei monoparentale, mai exact, atunci când familia este compusă din mama și copil față de tată și copil. Astfel, mamele singure au tendința de a nu apela la alte persoane pentru ajutor, ajungând la un moment dat la o suprasolicitare și la apariția tensiunilor interioare care mai târziu pot deveni manifeste, atât la ele cât și la copii lor. Tot la mamele singure se întâlnește preluarea rolului de tată, reversul însă, putând fi constatat foarte rar în cazul bărbaților, părinți singuri. Datorită acestor schimbări în interiorul familiei, apar modificări ale regulilor, ale granițelor dintre membrii familiei și subsisteme sau modificări ale întregii structuri familiale. De exemplu, mamele singure tind să fie mai autoritare, mai rigide în aplicarea regulilor, pentru a suplini lipsa tatălui iar tații singuri devin în aceste situații mai delicați, mai afectuoși, dar sunt mai restrictivi în unele reguli. Într-o familie monoparentală pot apărea modificări la nivelul subsistemului adulților, astfel el fiind redus la un singur adult, fapt ce va duce în timp la dificultăți în modelarea intimității erotico-sexuale a copiilor. Ei au o confuzie în ceea ce privește modelul feminin și cel masculin, deoarece având un singur părinte, acesta joacă rolul și de mama și de tată.

##### Criteriul numărului de copii
Criteriul numărului de copii ne da un număr de patru tipuri de familii:familia fără copii, cu un singur copil, cu doi copii și cu trei sau mai mulți copii.
Familia fără copii este un cuplu căsătorit care nu are încă sau nu va avea niciodată copii. Acest tip de familie devine din ce în ce mai des întâlnit în zilele noastre deoarece apare fenomenul de întârziere a momentului nașterii unui copil în cuplu. Motivele ar fi:dorința partenerilor de a se bucură de intimitatea lor o perioada mai lungă de timp, de a testa stabilitatea relației lor pentru a nu avea eșecuri printr-un divorț, dorsa se realizeze economic, financiar(obținerea unui serviciu, cumpărarea unei locuințe etc.). Alte motive că familia să nu aibă copii ar fi și folosirea din ce în ce mai mult a metodelor contraceptive, conștientizarea greșelilor educative făcute de părinții partenerilor ce formează cuplul actual, creșterea ratei divorțurilor, mutarea atenției mai mult pe împlinirea profesională a celor doi parteneri, stresul ridicat datorită creșterii timpului petrecut la serviciu ducând astfel la scăderea capacității reproductive și a intimității în cuplu, reorientarea femeilor către o viață personală și profesională ducând astfel la amânarea rolului matern. Familiile fără copii, în majoritatea cazurilor se caracterizează printr-o intimitate foarte mare, având o legătură emoțională foarte strânsă între parteneri.
Familia cu un singur copil este foarte des întâlnită fiind tipul de familie care împlinește nevoia de paternitate a partenerilor dar face că să nu fie suprasolicitată economic și psihologic. În cazul în care familia este funcțională, echilibrată, copilul se dezvoltă normal el, simțind nevoia unui frate sau a unei surori. În cazul în care copilul nu va avea un var (verișoara) pentru a ține loc de frate sau sora el își va dori prieteni, devenind în funcție de caracteristicile sale personale timid, izolat sau dimpotrivă sociabil. În funcție de atenția acordată de ambii părinți copilului, acesta are șanse de a fi răsfățat sau nu. Datorită părințiilor ce investesc emoțional mai mult decât trebuie în copilul lor acesta, poate să rămână în starea de copil pentru mai multă vreme, deși fizic devine adult. În cazul în care copilul trăiește mai mult între adulți, acesta interiorizează ușor trăirile lor ducând astfel la conflicte interioare și la întârzierea sau accelerarea maturizării. Când beneficiază de toate resursele familiei, copilul se va dezvoltă armonios atât fizic cât și psihologic, iar în cazul în care acestea sunt diminuate de exemplu dacă intimitatea între parteneri are de suferit(relațiile de afecțiune s-au răcit, există conflicte sau boli etc.), copilul unic va fi ușor atras în coaliții cu unul dintre părinți împotriva celuilalt. Există în număr mare familii în care mama se coalizează cu copilul împotriva tatălui, datorită rolului timpuriu ce îl are mama în relația cu copilul dar există și familii în care tată coalizează cu copilul împotriva mamei în acest caz mama având perturbări majore de comportament datorate de exemplu unor boli fizice sau psihice. În aceste cazuri copilul poate substitui rolul de partener sau de confident în funcție de sexul copilului și de nevoile neîmplinite ale părintelui. Astfel copii dezvoltă un atașament exagerat față de părinte (sau părinți), fapt ce va determina dificultăți în asumarea rolului de parteneri în viitoarele lor relații.
Familia cu doi copii este un tip de familie apreciată și foarte întâlnită pentru că prezintă marele avantaj că frații învață să se accepte, să se iubească, să colaboreze și să negocieze. Astfel rolurile în casă sunt împărțite pe sexe sau ordinea nașterii. Între cei doi frați apare fenomenul de competiție, această fiind mai ales pentru dragostea părințiilor și pentru resursele materiale. Atunci când frații sunt apropiați că vârstă competiția este mult mai evidență dar, ea nu este o competiție negativă ci stimulează abilitățile de negociere și de a face față societății unde copilul va întâlni diverse situații. Există o importantă în ceea ce privește și sexul copiilor în manifestarea afecțiunilor dar și a conflictelor, în cazul în care copii sunt de același sex afecțiunea înclină mai degrabă către prietenie contribuind la formarea unor tendințe homosexuale iar dacă aceștia sunt de sexe diferite uneori afecțiunea este amestecată cu sentimente erotice, reprimate de tabu-ul incestului sau nu această depinzând de atitudinea părinților. Și în acest tip de familie pot apărea coaliții, cele mai frecvente fiind între mama și copii sau mama cu un copil și tatăl cu celălalt.
Familia cu trei sau mai mulți copii are o caracteristică importantă, această fiind că frații au mari șanse să se formeze unul după celălalt, și să se crească unul pe celălalt. În cazul în care resursele materiale ale familiei sunt insuficiente, primul copil va avea sarcini asemănătoare cu cele ale părinților îngrijindu-se de gospodărie, dând ajutor la creșterea celorlalți copii și lucrând atunci când devine adult acesta numindu-se și copil parental oricare dintre copii din fratriile numeroase poate deveni parental, dar șansele cele mai mari le are primul. Rolul de copil parental poate fi adaptativ în cazul familiilor ce au o bună funcționare sau neadaptativ, în cazul familiilor cu probleme, când părintele renunță la rolul sau și copilul va fi nevoit să îl preia. Copiii parentali se pot simți supraîncărcați, pot simți că sunt depășiți de sarcini, fiind încercați de sentimente copleșitoare de vinovăție și neputință, care pot duce la tulburări afective sau boli psihogene. Copii parentali când devin adulți își continuă acest rol de îngrijire, inclusiv față de proprii parteneri inclusiv în familile pe care le vor constitui.  Un alt fenomen pe care îl întâlnim în familile cu trei sau mai mulți copii este acela al copilului mijlociu ce se simte ignorat emoțional, neglijat dezvoltând sentimente de fustrare, neîncredere în sine, furie, acestea ducând la apariția unor tulburări de comportament și alte simptome cum ar fi dificultăți în relaționare, insuccese școlare și profesionale, inclusiv boli. Copilul cel mic poate fi apăsat de nevoile familiei, pe care mai mult le simte, decât le înțelege, această ducând la refularea trăirilor în timpul somnului, având coșmaruri, vorbind în somn.

##### Criteriul orientării sexuale a celor doi parteneri
Acest criteriu cuprinde două tipuri de familii, familiile heterosexuale și familiile homosexuale. Familiile heterosexuale sunt acele familii în care ambii parteneri sunt heterosexuali, acestea fiind întâlnite cel mai des în lume. Familiile homosexuale sunt acele familii în care cei doi parteneri au aceeași orientare sexuală. Aceste familii pot avea sau nu copii, aceștia fiind proveniți din căsători anterioare cu parteneri heterosexuali, prin adopție sau prin fertilizare în vitro. Acest tip de familie se întâlnește mai rar și a apărut mai recent în tipologia familială. În Europa există câteva state care au acceptat căsătoriile dintre parteneri homosexuali dar în cele mai multe cazuri cuplurile homosexuale sunt acceptate mai bine fără a fi legalizate într-o căsătorie. Homosexuali și lesbienele în cele mai multe cazuri preferă să rămână în cupluri fără a mai întemeia familii punând accent mare pe libertatea personală și a exprimării sexualității.

##### Criteriul apartenenței culturale a partenerilor
Sunt două tipuri de famili în acest criteriu, astfel întâlnim familii în care partenerii aparțin aceleiași culturi, fiind tipul cel mai frecvent întâlnit și familii mixte în care partenerii aparțin unor culturi diferite. Acest tip de familie capătă din ce în ce mai mult teren datorită dezvoltării tehnicii de comunicare prin telefon, fax și Internet. Într-o familie mixtă apar numeroase provocări, în special acelea de a armoniza și diferențele de cultură, tradiții alături de cele personale ce există în orice familie. În România întâlnim cele mai frecvente cazuri de familii mixte că fiind realizate între români și unguri, români și nemți, între români și rromi sau alte tipuri de combinație. Partenerii acestor familii au o deschidere mentală și spirituală mai mare, fiind mai puțin afectați de prejudecăți, mai flexibili în gândire și comportament.

#### Rolurile familiale
Prin rol familial înțelegem setul coerent de comportamente pe care membrii familiei îl așteaptă de la fiecare membru al acesteia, în funcția de poziția pe care o ocupă în sistem familial. Există trei roluri familiale: rolul conjugal (de partener, de soț/soție) vizând relaționarea cu soțul, soția, rolul parental(de părinte) vizând relaționarea și rolul fratern(de frate) vizând relaționarea cu frații.
|  | Rol conjugal | - Cunoașterea de sine și a partenerului; - Satisfacerea reciprocă a nevoilor afectiv-sexuale a intereselor și aspirațiilor referitoare la viață de cuplu; - Susținerea reciprocă în urmărirea sarcinilor și funcțiilor familiei; - Modelarea intimității și a vieții de cuplu pentru copii; - Stimularea funcționarii cuplului prin folosirea tuturor resurselor personale. |  |
|  | Rol parental | - Creșterea și educarea copiilor; - Formarea identității sexuale a copiilor; - Stimularea evoluției și dezvoltării personalității la copii. |  |
|  | Rol fratern  | - Învățarea traiului alături de egali (prin afecțiune, rivalitate, solidaritate, competiție, conflict, negociere); - Completarea identității de sine și a celei sexuale; - Susținerea afectivă și comportamentală în diferite situații. |  |

Pot apărea carențe în ceea ce privește îndeplinirea rolurilor familiale cum ar fi exacerbarea sau minimalizarea rolurilor familiale. Astfel în exacerbarea rolului, de exemplul soțul sau soția se implică exclusiv în rolul conjugal, generând sentimente de sufocare, de culpă și control pentru partener și ignorarea copiilor. Cel mai des exacerbarea rolului se întâlnește la mame, ajungând să facă din rolul matern un scop în sine punând totul, chiar și pe ele pe planul doi întotdeauna. O altă exacerbare este cea a rolului fratern apărând în situațiile în care un frate își îndreaptă toată atenția, grijă și viață spre frații săi, ignorând propriile nevoi și scopuri, un exemplu fiind copii parentali. Minimalizarea rolului familial, de exemplu minimalizarea rolului conjugal și îndreptarea spre relații extra conjugale, activități profesionale. Minimalizarea rolului parental are consecințe negative asupra copiilor deoarece apare neglijarea acestora sau privarea acestora de grijă, atenția și satisfacerea nevoilor pe care singuri nu le pot îndeplini având consecințe negative în dezvoltarea personalității lor. Neglijarea rolului patern apare la părinții imaturi, la cei cu boli fizice și psihice grave, la cei care își resping propia sexualitate(mame care își resping feminitatea și tati care nu manifestă masculinitate), părinți dependenți de alte persoane cum ar fi părinți sau parteneri sau substanțe etc., părinți dominatori și agresivi și părinți instabili. Minimalizarea rolului fratern îl întâlnim atunci când frații se ignoră unii pe alții sau atunci când apar multiple conflicte și tensiuni între ei.

## Caracteristicile vieții de familie
Familia este un sistem dinamic, membrii ei participând la transformările permanente ale acesteia, prin faptul că evoluează împreună aducând fiecare aportul la îmbogățirea vieții de familie. O familie  trece prin mai multe etape în evoluția ei, și în funcție de acestea apar diverse transformări specifice fiecărei etape. 

### Etapele vieții de familie
Fiind un sistem deschis, având numeroase influențe din partea  mediului și interacționând cu acesta, familia se schimbă de la un moment la altul în funcție de evenimentele ce apar în interiorul sau exteriorul acesteia. Acest sistem trebuie permanent să se restructureze și să se reorganizeze în funcție de: apariția sau dispariția unora dintre membrii ei (nașterea copiilor, a nepoților, căsătoria copiilor, etc.), creșterea și dezvoltarea membrilor (copilul mic, adolescentul, conștientizarea rolului parental de către părinte, înaintarea în vârstă etc.) sau apariția unor evenimente așteptate sau nesteptate (intrarea copilului la grădiniță sau școală, pensionarea părinților, divorțul, o boală, obținerea sau pierderea unui loc de muncă, etc.).
O dată apărută o schimbare într-o generație, ea determina schimbări și în celelalte generații, astfel transformările ce au loc într-un subsistem familial produc influențe și în celelalte subsisteme. O concluzie importantă este aceea că, într-o familie schimbările se produc în salturi, ce pot fi numite chiar zguduiri, plăcute sau nu acestea producând întotdeauna stres. De exemplu, în cazul în care copilul merge la grădiniță sau școală, toți ceilalți membrii ai familiei își vor schimbă programul, atitudinile și comportamentele unul față de celălalt, sau un alt exemplu, în cazul plecării copiilor de acasă, apare nevoia de restabilirea vieții în doi a părinților și exemplele pot continuă.
S-au făcut diferite etapizări ale ciclului de viață familială de diverși oameni de știință, psihologi, astfel Salvador Minuchin identifica patru stadii de dezvoltare, ce apar în majoritatea familiilor:
1. Constituirea cuplului – presupunând formarea diadei maritale, acesta reprezentând un sistem funcțional prin negocierea granițelor(interacțiunea cu socrii), reconciliind stilurile de viață diferite dar și presupunând apariția unor reguli privind cooperarea și conflictul.
2. Familia cu copii mici – presupune reorganizarea sistemului marital prin apariția copiilor pentru adaptarea la cerințele impuse de rolul de părinte
3. Familia cu copii școlari și adolescenți – familia interacționând de acum și cu sistemul școlar, iar pe măsură ce copiii cresc această trebuie să se adapteze la problemele apărute, la fiecare din stadiile de evoluție a copiilor.

Sociologîi Evelyn Duval și Reuben Hill în 1940 stabilesc etapele dezvoltării grupului familial, cu sarcini ce trebuie îndeplinite pentru fiecare dintre ele. Astfel avem:
- etapă cuplului fără copii;
- etapă familiei cu copii de vârstă școlară;
- etapă familiei cu copii deveniți adulți;
- etapă familiei omului singur(văduvia).

În anii 1980, 1999 terapeuții de familie Betty Carter și Monica McGregor au adus îmbunătățiri etapizării, prin recunoașterea diverselor culturi dar și a unor etape ce nu sunt neapărat specifice cum ar fi divorțul și recasatoria:
1. inițiativa tânărului adult;
2. căsătoria;
3. familiile cu copii mici;
4. familiile cu adolescenți;
5. inițiativele copiilor și părăsirea căminului;
6. familia la bătrânețe.

| Părăsirea casei: adulții tineri singuri        | Angajarea în noul sistem                                                                                          | *Diferențierea sinelui în legătură cu familia de origine; | *dezvoltarea relațiilor intime egale; | *stabilirea sinelui în legătură cu muncă și independența financiară. |
| Formarea familiilor prin căsătorie: noul cuplu | Angajarea în noul sistem                                                                                          |                                                           |                                       |                                                                      |
| Familii cu copii mici                          | Acceptarea noilor membri în sistem                                                                                |                                                           |                                       |                                                                      |
| Familia cu adolescenți                         | Mărirea flexibilității granițelor familiei pentru a putea permite independența copiilor și slăbiciunile bunicilor |                                                           |                                       |                                                                      |
| Lansarea copiilor și plecarea lor de acasă     | Acceptarea multitudinii de ieșiri și intrări în sistemul familiei                                                 |                                                           |                                       |                                                                      |
| Familii în viață târzie                        | Acceptarea schimbării rolurilor generaționale                                                                     |                                                           |                                       |                                                                      |

Diferențierea sinelui în legătură cu familia de origine;
dezvoltarea relațiilor intime egale;
stabilirea sinelui în legătură cu muncă și independența financiară.

## Procesele familiale
În interiorul familiei se întîlnesc numeroase procese și fenomene familiale că de exemplu: intercunoasterea, comunicarea, cooperarea conflictul, competiția, negocierea, formarea unor coaliții, manipularea, etc. Cele mai importante sunt intercunosterea și comunicarea, ele stand la baza formării și evoluției cuplului și familiei.

### Intercomunicarea
Intercunoasterea începe între cei doi parteneri atunci când se întâlnesc, se plac, se îndrăgostesc (de cele mai multe ori) și hotărăsc să se cunosca. Când ajung la concluzia că se cunosc suficient și dacă doresc formarea unui cuplu stabil ei se vor căsători. Procesul intercunoașterii nu este finalizat, el continuă și după căsătorie, atunci când partenerii locuiesc împreună, realizează împreună sarcinile gospodărești, fac față influențelor externe, cunoscându-se din ce în ce mai mult din punct de vedere al personalității fiecăruia. Intercunoasterea este un proces atât voluntar, conștient dar și involuntar, automat mai precis partea voluntară constă în acțiunile directe de autodezvaluire și dezvăluire reciprocă, iar partea involuntară constă în comportamentele obișnuite și automate pe care fiecare partener le realizează dându-i informații celuilalt despre el.
Autodezvaluirea și dezvăluirea reciprocă au o mare importantă în stabilirea intimității în cuplu și familie, astfel realizându-se stabilirea unor relații mai bune, mai calde, mai deschise între parteneri, cât și între părinți și copii, dar și facilitarea stimulării dragostei erotice, mai ales a dragostei profunde, mature. Pentru a se dezvălui sau a ascultă dezvăluirea partenerului trebuie că partenerii să treacă de câteva baraje ale intercunosterii cum ar fi : 
teamă de a nu lasă pe celălalt să afle presupusele defecte proprii;
teamă de respingere sau pierdere care ar putea urmă dacă celălalt cunoaște cea ce tu apreciezi că fiind urat, nepotrivit, defecct, etc;
tendința de a judecă propria dezvăluire sau ceea ce dezvăluie partenerul(a);
tendința de a te arată superior partenerului, falsificând astfel intercunoasterea;
mitul conform căruia „partenerul trebuie să își dea seama cum ești, dacă te iubește suficient de mult”;
deprinderi greșite de comunicare.
Pentru a se realiza intercunoasterea, este nevoie de încredere în sine și de autocunoaștere.

### Comunicarea
Există o strânsă legătură între intercunoastere și comunicare, de aceea o comunicare bună va duce la o intercunoastere bună dând împlinirea și satisfacția cuplului. Sunt două forme fundamentale de comunicare, cea verbală și cea nonverbală, ambele foarte utile în cuplu și familie, reușind reglarea relațiilor familiale și reechilibrarea sistemului familial.
Dintre numeroasele clasificări a tipurilor de comunicare, cea mai utilă s-a dovedit a fi cea a lui Gregory Bateson care o împarte în :
-comunicare digitală
-comunicare analogică.
În comunicarea digitală mesajul are doar un referent, apartind unui tip logic, de exemplu cuvântul „masă” reprezintă doar o piesă de mobilier, sau  un alt exemplu, o durere de cap nu înseamnă decât o durere de cap în adevăratul sens al cuvântului.
În comunicarea analogică, mesajul are mai mult decât un referent, astfel un exemplu ar fi  strîngerea unui pumn, putând  fi un semn pentru un anumit tip de comportament ( amenințare,opoziție, frustrare, agresivitate, etc), sau putând fi chiar o parte a acestui comportament. Mesajul analogic al comunicării poate fi decodificat luând în considerare alte mesaje, astfel de exemplu „durerea de stomac” nu e doar o durere de stomac ci ea poate exprimă dezgustul, sustragerea de la o activitate sau o cerere de afecțiune. O soție frustrată de lipsa de atenție a soțului preocupat de alte probleme îi poate comunica brusc acestuia în timpul cinei, o durere de stomac, ce poate însemna un mesaj cu mai multe semnificații cum ar fi: intenția de a-l deturna pe soț de la problemele lui, nevoia de a-i capta atenția și afecțiunea, dar și o stare fizică logică de disconfort epigastric.
Stilul de comunicare este și el important, acesta fiind preluat din familie și folosit în viitoarele relații de cuplu. Dacă există blocaje de  comunicare în familie, copii vor prelua aceste blocaje și le vor duce cu ei în viitorul cuplu pe cale îl vor formă. Cele mai frecvente blocaje ale comunicării în cuplu și familie sunt:
deprinderile greșite de comunicare: lipsa ascultării, întreruperea discursului celuilalt, realizarea unor alte activități în timpul discuției cu partenerul, așezarea pe o poziție superioară folosind expresii cum ar fi : „știam asta”, „eu știu mai bine, nu trebuie să îmi spui tu”, „exact asta voiam să spun și eu”, „eu știu cel mai bine ce este bine pentru ține”, etc;
timiditatea, jenă de a spune propriile opinii;
teamă de a se exprimă, de reacțiile partenerului, ale părintelui sau ale copilului;
miturile- că de exemplu „ nu e frumos să vorbești despre sex/defectele celuilalt”, „ nu trebuie să îți spun asta; ar trebui să îți dai seama singur(a) dacă stai cu mine și spui că mă iubești”,etc.
Pentru a realiza o comunicare bună trebuie respectate câteva elemente ce contribuie la facilitarea comunicării, acestea fiind:
sentimentele de afecțiune autentică ale membrilor familiei;
abilitățile de gestionare ale sentimentelor care se nasc în procesul comunicării;
onestitatea și provocarea adevărului în orice comunicare;
primirea și prețuirea mesajelor atât verbale cât și nonverbale care vin de la ceilalți membrii, că urmare a conștientizării faptului că acestea ajută la păstrarea echilibrului familial;
oferirea de timp și spațiu special pentru comunicare, mai ales a cea ce este important, delicat și sensibil;
folosirea unui stil adecvat partenerului de comunicare, pentru a fi recepționat corect de către acesta.

### Dimensiunea afectivă a familiei
La baza vieții afective a omului stau familia și relațiile familiale, astfel relația afectivă a copilului cu părinții săi va fi modelul de baza al dezvoltării sentimentelor față de sine și de ceilalți. Două dintre cele mai importante sentimente din familie sunt  iubirea și intimitatea, ele stau la baza dezvoltării noastre că ființe umane și sunt caracteristici fundamentale ale vieții de cuplu și de familie.

### Iubirea
Luată că definiție spunem despre iubire că, este sentimentul puternic de afecțiune, atracție și unire a celor doi parteneri care formează cuplul(marital sau nu), ea fiind principala motivație de transformare a cuplurilor erotice în cupluri conjugale (căsătorie). Specialiștii în domeniu descriu cinci forme de manifestare a iubirii:
Epithumia – exprimă dorința fizică puternică, reciproc exprimată prin dragoste sexuală plină de satisfacție, fiind și un indicator sigur al sănătății căsniciei.
Eros – este formă de dragoste ce implică cel mai mult romantismul, ideea de contopire, unificare, fuziune cu ființă iubita, dar nu în ultimul rând și dorința de a o posedă total atât din punct de vedere mental,fizic dar și spiritual. Romantismul este mereu punctul de plecare în căsătorie fiind o iubire pasională, sentimentală.
Storge – este o formă de dragoste, având o relație ce contopește o afecțiune naturală și sentimentul de apartenența reciprocă, bazându-se pe loialitate mutuală și manifestându-se în relațiile dintre soți, părinți și copii, frați și surori, dând naștere sentimentului de apartenența la un anumit grup.
Fileo – un gen de iubire care prețuiește pe cel iubit, manifestându-se cu gingășie, dar așteptând întotdeauna un răspuns. Acest gen de iubire înseamnă prietenie, reciprocitate și creează prieteni foarte apropiați ce își mărturisesc și împărtășesc gânduri, planuri, visuri, sentimente, probleme intime pe care nu le-ar discuta cu altcineva. Într-o căsnicie lipsa lui fileo chiar dacă există pasiune duce la o relație de cuplu neinteresantă, neinplinita total
Agape – este dragostea completă lipsită de egoism, care are capacitatea de a oferi continuu, fără a aștepta ceva în schimb, fiind modelul iubirii Christice, o dragoste a acțiunii, presupunând ajutorare, a face bine, a avea compasiune pentru celălalt, fiind o atitudine, un comportament motivat spiritual și aproape deloc emoție.
Dragostea poate fi matură sau imatură. Prin dragoste imatură înțelegem o iubire cu intensitate mare, cu amestec de dependențe dar și de așteptări că partenerul să satisfacă multe din nevoile personale, fiind specifică adolescenților și tinerilor.
Dragostea matură este de intensitate mai mică, dar mult mai profundă, implicând încredere, respect și acceptarea partenerului așa cum este fără a avea tendințe de  a-l schimbă, presupumand a te bizui pe partener în orice situație, indiferent dacă este sau nu de acord cu ține, dacă îi place sau nu. Persoanele ce ajung la o astfel de dragoste, sunt persoane ce se iubesc și pe sine, ce au un eu bine diferențiat, care pot să fie autonome dar și implicate emoțional în relația cu partenerul. Trecerea de la o dragoste imatură la una matură nu este deloc ușoară, ea implică conflicte, suferințe, adaptări. În viziunea lui Erich Fromm „iubirea este o artă, un mod de a trăi în artă”, el încurajează învățarea acestei arte așa cum învățăm oricare artă(muzică, pictură,etc.). După Fromm pentru a transformă iubirea imatură în iubire matură trebuie să fie:
- - disciplină – angajarea responsabilă a timpului și eu-lui personal;
  - concentrarea – asupra partenerului, pentru a-l putea cunoaște și înțelege;
  - răbdarea – este nevoie de exerciții, în timp și treptat, pentru a învață să iubești;
  - sensibilitatea – este legată de conștientizarea propriilor erori, fluctuații de sentimente și autocontrol;
  - depășirea narcisismului – ieșirea din propriul eu, din propriile plăceri, din egocentrism și egoism manifestarea modestiei și a disponibilității în relație.

### Intimitatea
Dennis Bagarozzi, doctor în psihologie și consilier, consideră că intimitatea este „un proces interactiv care conține o serie de componente bine structurate și interrelaționate” ce au în centru „cunoașterea, înțelegerea, acceptarea celuilalt și aprecierea modului unic al partenerului de a vedea lumea”.(Bagarozzi, 2001, p. 56). Nevoia de intimitate diferă de la o persoană la altă, de la un cuplu la altul, dar ea este nevoia umană de baza, ce izvorăște din nevoia fundamentală de supraviețuire, de atașament. D. Bagarozzi stabilește nouă componente ale intimității:
- -intimitate emoțională
- -intimitate psihologică
- -intimitate intelectuală
- -intimitate sexuală
- -intimitate fizică(non-sexuală)
- -intimitate spirituală
- -intimitate estetică
- -intimitate socială recreațională
- -intimitate temporală.

Intimitatea emoțională – este nevoia de a comunica și împărtăși cu partenerul toate sentimentele, atât negative cât și pozitive. Această componentă poate fi limitată de credință că numai sentimentele pozitive trebuie manifestate, sau dimpotrivă numai cele negative, sau numai anumite sentimente negative sau pozitive pot fi exprimate (doar bucuria și iubirea, dar nu fericirea sau excitarea, sau doar tristețea și frustrarea, dar nu și furia sau ura).
Intimitatea psihologică – este nevoia de a comunica, de a împărtăși și conecta cu o altă ființă umană, de a dezvălui caracteristicile propriului sine, cum ar fi visele, speranțele, aspirațiile, dar și propriile îndoieli, nemulțumiri, conflicte interioare cu partenerul, implicînd o mare putere interioară a celui ce împărtășește dar și a celui ce ascultă pentru a nu-și răni partenerul. Pentru acesta este nevoie de încredere reciprocă.
Intimitatea intelectuală – este nevoia de a comunica și împărtăși celuilalt ideile importante, gândurile, credințele, ea nepresupunand intelectualizare sau raționalizare, orgoliu sau demonstrarea superiorității, recunoaștere sau adulație. Presupune capacitatea unui partener de a vedea lumea prin ochii celuilalt, indiferent dacă acesta este sau de acord cu această perspectiva.
Intimitatea sexuală – este nevoia de a comunica, împărtăși și exprimă cu partenerul acele gânduri, sentimente, dorințe și fantezii de natură sexuală și senzuală, ducând la trezirea dorinței sexuale, dar nu neapărat la actul sexual. Această intimitate este conectată profund la dragostea erotică, nu la cea părintească, fraternă, amicală sau narcisistă.
Intimitatea fizică (non-sexuală)- este nevoia de apropiere fizică de partener, fără a avea vreo tentă sexuală, presupunând atingere sau simple îmbrățișări, mersul de mâna, dans, etc.
Intimitatea spirituală – este nevoia de a împărtăși partenerului gândurile, sentimentele, credințele și experiențele referitoare la religie, supranatural, aspecte spirituale ale existenței cum ar fi viață, moartea, valori morale etc. Pentru fiecare dintre cei doi parteneri este nevoie de o mare deschidere pentru atingerea acestui tip de intimitate, deoarece spiritualitatea este ceva foarte personal.
Intimitatea estetică – este nevoia de a împărtăși cu partenerul sentimentele, gândurile, credințele, valorile, experiențele pe care persoană le consideră frumoase, la care sufletul vibrează sau inspiră. Exemple de astfel de intimități pot fi: minunile naturii simple sau complexe, muzică, poezia, pictură, literatură, sculptură, arhitectură și alte forme ale expresiei artistice.
Intimitatea socială recreațională – este nevoia de a se angaja în activități și experiențe plăcute și de joc cu partenerul, incluzând activități cum ar fi: schimbul de glume și povești haioase, împărtășirea evenimentelor curente de viață, luatul meselor împreună, practicarea de sporturi, jocuri, dansatul de plăcere, etc. În aceste activități partenerii pot include și prieteni sau rude.
Intimitatea temporală – reprezintă timpul pe care fiecare partener va dori să-l petreca cu celălalt zilnic pentru activități intime. Acest timp diferă de la om la om astfel pentru unele persoane, 15-20 minute sunt suficiente, în timp ce pentru altele nici două ore nu sunt suficiente.
Comunicarea poate stimula pozitiv sau negativ intimitatea cuplului, astfel comunicarea directă a nevoilor și dorințelor fiecărui partener este stimulativă dacă mesajele transmise sunt clare, directe și sincere, și inhibitivă atunci când mesajele sunt mincinoase, confuze, paradoxale, agresive și incongruente.